# Again
«Again» (с англ. — «Снова») — песня американской актрисы и певицы Ноа Сайрус и американского рэпера XXXTentacion, выпущенная 22 сентября 2017 года.

## Музыкальное видео
Музыкальный видеоклип был выпущен в тот же день, что и сингл, и имеет более 120 миллионов просмотров (по состоянию на апрель 2022 года). В музыкальном клипе отсутствует XXXTentacion (который был заключен в тюрьму во время съемок). Клип был снят на кладбище Уэверли на вершине скалы в Бронте в восточном пригороде Сиднея, Австралия.

## Чарты
| Чарт (2017)                            | Высшая позиция |
| -------------------------------------- | -------------- |
| Канада (Billboard Canadian Hot 100)    | 91             |
| Чехия (Singles Digitál Top 100)        | 91             |
| Новая Зеландия (RMNZ)                  | 6              |
| Словакия (Singles Digitál Top 100)     | 85             |
| США (Billboard Bubbling Under Hot 100) | 7              |

## История релиза
| Регион  | Дата             | Формат            | Лейбл        | Прим. |
| ------- | ---------------- | ----------------- | ------------ | ----- |
| США     | 22 сентября 2017 | Цифровая загрузка | RECORDS Syco | [ 8 ] |
| Франция | 22 сентября 2017 | CD                | Sony Music   |       |

## Сертификации
| Регион | Сертификация | Продажи |
| --- | ------------ | ------- |
| США (RIAA) | Золотой      | 500 000 |
| * Данные о продажах приведены только на основе сертификации. · ^ Данные о тиражах приведены только на основе сертификации. · Данные о продажах + прослушиваниях приведены только на основе сертификации. |              |         |